# Tootsi
Tootsi är en köping (estniska: alev) som utgör en egen kommun (köpingskommun, estniska: alevvald) i Estland.   Den ligger i landskapet Pärnumaa, i den sydvästra delen av landet, 100 km söder om huvudstaden Tallinn och är Estlands ytmässigt minsta kommun. 

## Geografi
Tootsi ligger 33 meter över havet. Terrängen runt Tootsi är mycket platt. Runt Tootsi är det mycket glesbefolkat, med 7 invånare per kvadratkilometer. Närmaste större samhälle är Vändra, 16,1 km nordost om Tootsi. I omgivningarna runt Tootsi växer i huvudsak blandskog.
Trakten ingår i den hemiboreala klimatzonen. Årsmedeltemperaturen i trakten är 2 °C. Den varmaste månaden är juli, då medeltemperaturen är 18 °C, och den kallaste är februari, med −11 °C.

### Karta

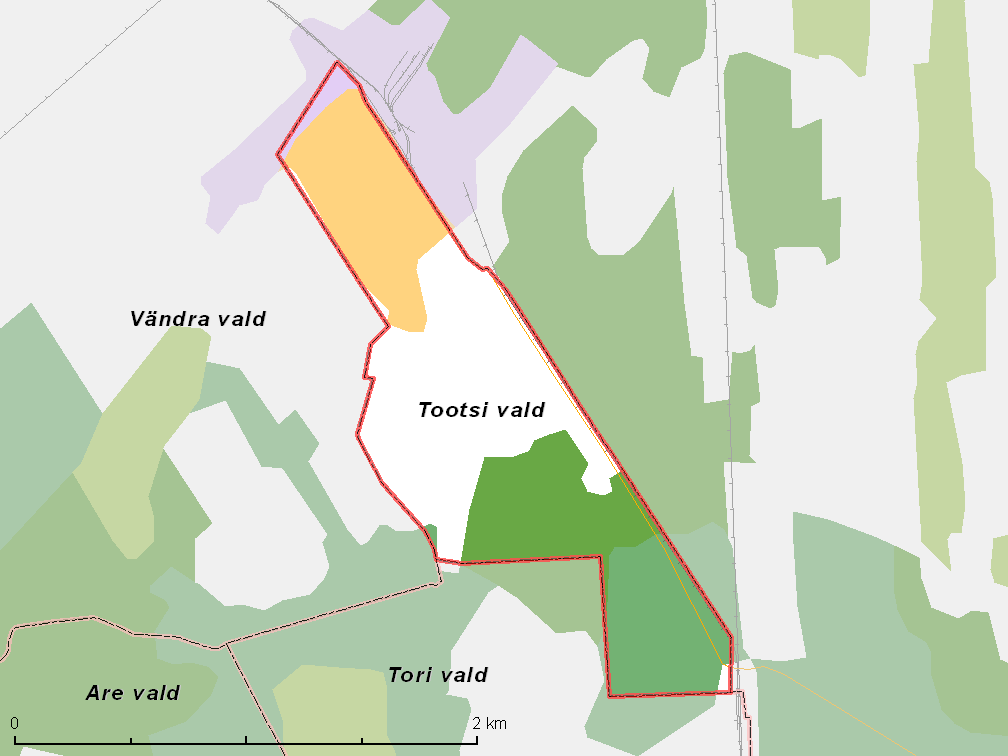
Översiktlig karta över köpingen.